# Sitno
Sitno falu Horvátországban Split-Dalmácia megyében. Közigazgatásilag Prgomethez tartozik.

## Fekvése
Splittől légvonalban 29, közúton 48 km-re, Trogirtól légvonalban 19, közúton 28 km-re, községközpontjától légvonalban 9, közúton 12 km-re északnyugatra Dalmácia középső részén, a dalmát Zagora déli peremén, a megyehatár közelében fekszik. Itt halad át az A1-es Zágráb – Split autópálya, melynek itt pihenője van. Skelini, Radnići, Škrapići és Dražići településrészekből áll. Bogdanovići felől érkezve Skelini az első településrész, mely Bogdanovići – Perković út északi oldalán fekszik, tőle északnyugatra, a 429 méter magas Brušnjak lejtőin található Radnići. Távolabb, az unešići út mellett, a Brušnjak nyugati lejtőjén fekszik Škrapići. Dražići az ősi Sitnica-tótól délre, a 311 méter magas Dubrava, a 398 méteres Drinovac, a 367 méteres Kuk és a 434 méteres Rasovača lejtőin fekszik.

## Története
Területe már a történelem előtti időben is lakott volt. Erre utal a határában a Pororok és Brižine nevű magaslatokon található erődített települések maradványa. A mai Sitno a történelmi Sitnica településnek csak az egyik részét képezi, míg a másik rész Sitno Donje Šibenik-Knin megyéhez tartozik. Sitno és Sitno Donje részei annak a Sitnica („Sichnicha”) nevű történelmi településnek, melyet IV. Béla király említ 1251. november 22-én kelt oklevelében, melyben megerősíti Šibenik város északi és keleti határait, újabb említése pedig a šibeniki püspökség alapítása idején 1298-ban történik. Következő említését Šibenik város statutumának megváltoztatásakor 1401-ben, majd ennek kiegészítésekor 1430-ban találjuk. 1434-ben Velencei Köztársaság és Ivan Nepilićnek az akkori Magyar Királysághoz tartozó birtokai közötti határvita során említik. A történeti Sitnica szétválása Sitno Donje és Sitno (Gornje) részekre már a 15. században megindult. Régi és új részeinek külön említése „Vetus et Nova” alakban ebből az időből származik. Miután a török 1498-ban kirabolta Sitnót ez a terület továbbra is az ellenőrzése alatt maradt, majd az 1537 és 1540 között folyt török-velencei háború után formálisan is a Klisszai szandzsák részeként a meghódított területekhez csatolták. Az 1684 és 1699 között a Zagora területével együtt a moreai háború során szabadult fel végleg a török uralom alól. A 17. század végén a velencei területek részeként Sitnica már különállóan Sitno Donje és Sitno Gornje, illetve igazgatási hovatartozása alapján Sitno trogirsko illetve Sitno drniško néven szerepel. Ezt erősíti a sitnói birtokok 1711-es összeírása, melyben néhány birtok neve mellett a „da Sitno Inf.” (alsó sitnói) jelzővel illetik. Egyházilag a török idők után Sitno Donje mirlovići plébániához tartozott, majd a trogiri püspökség megszüntetése után 1830-tól a visokai plébánia része lett. Ezzel az ősi Sitnica két része ismét egy plébánia alatt egyesült, mivel Sitno Gornje, a mai Sitno már korábban is a visokai plébániához tartozott. Ez az állapot 1970-ig maradt fenn, mert ekkor megalapították a perkovići plébániát, melyhez Bogdanovići, Sitno és Perković hívei csatlakoztak. 1797-ben a Velencei Köztársaság megszűnésével a település a Habsburg Birodalom része lett. 1806-ban Napóleon csapatai foglalták el és 1813-ig francia uralom alatt állt. Napóleon bukása után ismét Habsburg uralom következett, mely az első világháború végéig tartott. 1857-ben 269, 1910-ben 339 lakosa volt. Az I. világháború után rövid ideig az Olasz Királyság, ezután a Szerb-Horvát-Szlovén Királyság, majd Jugoszlávia része lett. A második világháború idején olasz csapatok szállták meg. Lakossága 2011-ben 144 fő volt, akik főként mezőgazdaságból és állattartásból éltek. A perkovići plébániához tartoztak.

## Lakosság
| Lakosság változása | Lakosság változása | Lakosság változása | Lakosság változása | Lakosság változása | Lakosság változása | Lakosság változása | Lakosság változása | Lakosság változása | Lakosság változása | Lakosság változása | Lakosság változása | Lakosság változása | Lakosság változása | Lakosság változása | Lakosság változása |
| ------------------ | ------------------ | ------------------ | ------------------ | ------------------ | ------------------ | ------------------ | ------------------ | ------------------ | ------------------ | ------------------ | ------------------ | ------------------ | ------------------ | ------------------ | ------------------ |
| 1857               | 1869               | 1880               | 1890               | 1900               | 1910               | 1921               | 1931               | 1948               | 1953               | 1961               | 1971               | 1981               | 1991               | 2001               | 2011               |
| 269                | 298                | 292                | 309                | 322                | 339                | 422                | 453                | 498                | 515                | 510                | 424                | 304                | 211                | 164                | 144                |

## Nevezetességei
Szent György vértanú tiszteletére szentelt temploma 1757-ben épült a régi templom alapjain. A templomot később meghosszabbították, így az eredeti templomból csak a boltozott apszis maradt meg. A bejárat mellett két kis ablak, felette pedig nagyméretű, nyolcágú rózsaablak látható. Legfelül a pengefalú harangtorony található két haranggal. A márvány főoltáron Szent György képe áll. A hajóban a Rózsafüzér királynője oltár, a diadalívnél pedig a Kármelhegyi boldogasszony és Szent Péter oltára található. A templomot 1977-ben részben, 2000 és 2002 között pedig teljesen megújították. A templom körül található a falu temetője.
A sitnoi Szent Kelemen-templom a Mosor lábánál álló román-gótikus épület, mely az egyik legrégebbi Poljica területén. A templom kőből épült, kőlap burkolattal, mely Poljica hagyományos építészetére jellemző. Építési ideje nem ismert, de mindenképpen középkori eredetű.

## Fordítás
- Ez a szócikk részben vagy egészben  a   Sitno Donje című horvát Wikipédia-szócikk ezen változatának fordításán alapul.  Az eredeti cikk szerkesztőit annak laptörténete sorolja fel. Ez a jelzés csupán a megfogalmazás eredetét és a szerzői jogokat jelzi, nem szolgál a cikkben szereplő információk forrásmegjelöléseként.
- Ez a szócikk részben vagy egészben  a   Sitno című horvát Wikipédia-szócikk ezen változatának fordításán alapul.  Az eredeti cikk szerkesztőit annak laptörténete sorolja fel. Ez a jelzés csupán a megfogalmazás eredetét és a szerzői jogokat jelzi, nem szolgál a cikkben szereplő információk forrásmegjelöléseként.